# X
X (iks) je črka latinske abecede.
V slovenščini se X uporablja pogojno, predvsem za zapis tujih imen (Xanadu).

## Pomeni
- Kot rimska številka ima X vrednost deset.
- V matematiki se običajno uporablja kot simbol za neodvisno spremenljivko ali neznano vrednost. Ta pomen se je iz algebre razširil v splošno rabo in lahko zdaj označuje karkoli neznanega.
- Včasih se uporablja kot približek operatorju oziroma znaku za množenje, križcu (×).